# Razza del futuro

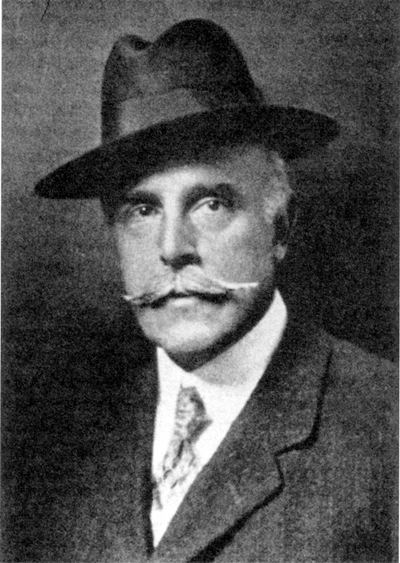
Madison Grant, l'ideatore della teoria

La razza del futuro è una teoria razzista, elaborata dall'antropologo eugenista statunitense Madison Grant, che propugna l'egemonia del gruppo caucasico sulle altre etnie e che, al fine di essere realizzata, necessita il blocco dei flussi migratori in entrata nei Paesi a maggioranza bianca (o «di etnia superiore») e la sterilizzazione delle «persone deboli» già presenti in essi.

## Storia
La teoria fu formulata nel 1916 da Madison Grant (1865-1937) nel suo The Passing of the Great Race (la caduta della Grande Razza) nel quale l'autore faceva proprie tutte le assunzioni del razzismo scientifico a iniziare dalla diseguaglianza strutturale degli esseri umani di razze diverse.
Secondo Grant tale «grande razza» (o razza del futuro), di cui lamentava la presunta decadenza, era quella bianca.
Da lì Grant partiva per operare classificazioni di razze inferiori, a iniziare dai «negroidi», stabilitisi in Africa e «mongoloidi» stanziali in Asia, questi ultimi all'origine degli «amerindi», oggi antropologicamente definiti "Nativi americani".
A propria volta, nella razza bianca europoide, Grant distingueva tra «nordici», l'etnia superiore, gli «alpini» e, infine, quelli che egli definiva «una piaga viziosa, pigra e stupida», i «mediterranei» (greci, italiani e spagnoli).
Da questa base lui ricavava la tesi centrale di questa teoria: "l’immigrazione indiscriminata di questi esseri inferiori stava distruggendo l’America", e i "bruti si riproducevano così tanto che la loro carica genetica stava rovinando il nordico popolo americano". "Era una vergogna", diceva Grant, che i suoi compatrioti “volessero vivere una vita facile e agiata per una manciata di generazioni” importando quella manodopera a basso prezzo che avrebbe spazzato via la loro razza.
Per prevenire questo lui proponeva “un rigido sistema di selezione attraverso l’eliminazione dei deboli e dei disabili” che "nel giro di cent’anni ci consentirà di disfarci degli indesiderabili che riempiono le nostre carceri, i nostri ospedali e i nostri manicomi". A differenza dei successivi metodi nazisti Grant proponeva un massiccio piano di sterilizzazione per bloccare il propagarsi del fenomeno: “È una soluzione pratica, misericordiosa e inevitabile che può essere applicata a una cerchia crescente di rifiuti sociali, a cominciare dai criminali, dai malati e dai pazzi per poi essere estesa gradualmente ai tipi che potremmo chiamare non più difettosi ma deboli, e infine alle tipologie razziali inutili”

## Risvolti storici
Il suo discorso basato sull'eugenetica e l'endogamia fece presa sull'opinione pubblica e, pochi anni dopo l'uscita del suo libro, la corte suprema degli Stati Uniti dichiarò che la sterilizzazione dei “deboli di mente” non violava la costituzione; ciò portò nei dieci anni successivi alla sterilizzazione forzata di 60.000 donne.
La sua opera "The passing of the great race" fu anche alla base dell'Inmigration act promulgato nel 1924 da un governo repubblicano americano (presieduto da Calvin Coolidge), nel quale si stabilì delle quote che limitavano l’arrivo di italiani, polacchi, cinesi, giapponesi ed ebrei portando alla fine della prima grande ondata migratoria americana.
Pure Adolf Hitler basò buona parte delle sue idee sull'opera di Grant: “questo libro è la mia Bibbia” e lo utilizzò come base per il Mein Kampf.